# L'Héritier du Bal Tabarin
Pour plus de détails, voir Fiche technique et Distribution.
L'Héritier du Bal Tabarin est un film français réalisé par Jean Kemm, sorti en 1933.

## Fiche technique
Source IMDb
- Titre : L'Héritier du Bal Tabarin
- Réalisation : Jean Kemm
- Scénario : Jean-Louis Bouquet, d'après la pièce d'André Mouezy-Eon et Nicolas Nancey
- Photographie : René Guychard et Maurice Guillemin
- Montage : Jean Lecocq
- Musique : Jean Yatove et Lucien Wurmser
- Décors : Jacques Colombier
- Société de production : Les Films Alex Nalpas
- Pays d'origine :  France
- Genre : Comédie
- Format : noir et blanc - 35 mm - 1,37:1 - son mono
- Durée : 85 minutes (1 h 25)[2]
- Dates de sortie :
  - France : 20 octobre 1933

## Distribution
Source IMDb
- Frédéric Duvallès : Longuebois
- Charlotte Lysès : la tante à héritage
- Germaine Michel : Mme Longuebois
- Marcel Lévesque : Pépin-Mounette
- Robert Pizani : le danseur
- Monette Dinay : Chiquette
- Jeanne Fusier-Gir : la boniche
- Simone Mareuil : Mlle Longuebois
- Albert Broquin